# Issou
Issou is een gemeente in Frankrijk, waarvan een groot deel in het parc naturel régional du Vexin français ligt. Issou ligt aan de rechteroever van de Seine.
Er ligt station Issou - Porcheville.

## Kaart
De onderstaande kaart toont de ligging van Issou met de belangrijkste infrastructuur en aangrenzende gemeenten.

## Demografie
Onderstaande figuur toont het verloop van het inwonertal, bron: INSEE-tellingen. 